# Alpaida championi
Alpaida championi là một loài nhện trong họ Araneidae.
Loài này thuộc chi Alpaida. Alpaida championi được Octavius Pickard-Cambridge miêu tả năm 1889.